# Prosopocera bioculata
Prosopocera bioculata es una especie de escarabajo longicornio del género Prosopocera, categorizada en la tribu Prosopocerini, de la subfamilia Lamiinae. Fue descrita por Hintz en 1911.

## Descripción
Mide 18-28 mm de longitud.

## Distribución
Se distribuye por República Centroafricana, República del Congo y Camerún.